# 去卑
去卑（呉音：くひ、漢音：きょひ、拼音：Qùbēi、生没年不詳）は、中国・後漢末期から三国時代にかけての南匈奴屠各種攣鞮部の一族で、甥の呼廚泉単于の代に右賢王となる。誥升爰の父。潘六奚（破六韓部の始祖）の兄弟か従兄弟。鉄弗部の祖で、夏を建国した赫連勃勃はその後裔である。『北史』破六韓常伝では、羌渠単于の弟、『新唐書』宰相世系表では、烏利の子で、劉猛の兄と記されている（後述）。

## 生涯
興平2年（195年）、甥の持至尸逐侯単于於夫羅が死去し、その弟の呼廚泉が単于となると、その叔父である去卑は右賢王となる。11月、献帝が長安を脱出して洛陽に向う際、それを護衛する楊奉・董承らは白波賊帥の胡才・李楽・韓暹および南匈奴の右賢王去卑を招きよせ、迫り来る李傕・郭汜らを撃退して首級数千を挙げた。12月、ふたたび李傕らに追撃され、楊奉らは敗北する。その後、車駕はなんとか安邑まで逃れる。この間に、去卑の部伍のものによって蔡琰が拉致されたと言われる。
建安元年（196年）1月、献帝は安邑にて天下に大赦し、建安と改元した。7月、ようやく車駕は洛陽へたどりついた。その後、去卑らは天子を擁立した曹操の許昌への遷都にも随行した後、帰国した。
建安21年（216年）7月、単于呼廚泉が漢に入朝すると、魏公に就任した曹操は彼を鄴に抑留し、代わって去卑に南匈奴諸部を監督させた。

## 世系について
去卑の子孫は、『魏書』（劉虎伝）などにより把握できるが、去卑の祖先は諸説あるものの、確かな資料がないため定かではない。
- 『北史』（破六韓常伝）において、「呼廚貌（呼廚泉）は漢に入朝し、魏武（曹操）に抑留せられ、その叔父の右賢王去卑に本国を監督させた」とある。つまり、去卑は羌渠の弟となる。
- 『新唐書』（宰相世系五下）において、「 （前略）…度遼将軍の（劉）進伯は匈奴を撃つが、敗れて捕えられ、孤山下に囚われる。（進伯は）尸利を生み、単于は谷蠡王となし、独孤部と号す。尸利は烏利を生む。烏利には二子があって去卑、猛といった。…（以下略）」とある[2]。

## 参考資料
- 『三国志』（武帝紀、鄧艾伝）
- 『後漢書』（献帝紀、董卓列伝、南匈奴列伝）
- 『魏書』（列伝第八十三 鉄弗劉虎）
- 『晋書』（江統伝、赫連勃勃載記）
- 『北史』（列伝第四十一 破六韓常）
- 『新唐書』（宰相世系表）
- 『資治通鑑』（第六十一巻）
- 内田吟風『北アジア史研究 匈奴篇』（同朋舎出版、1988年、ISBN 481040627X）